# Liste der Naturdenkmale im Landkreis Biberach

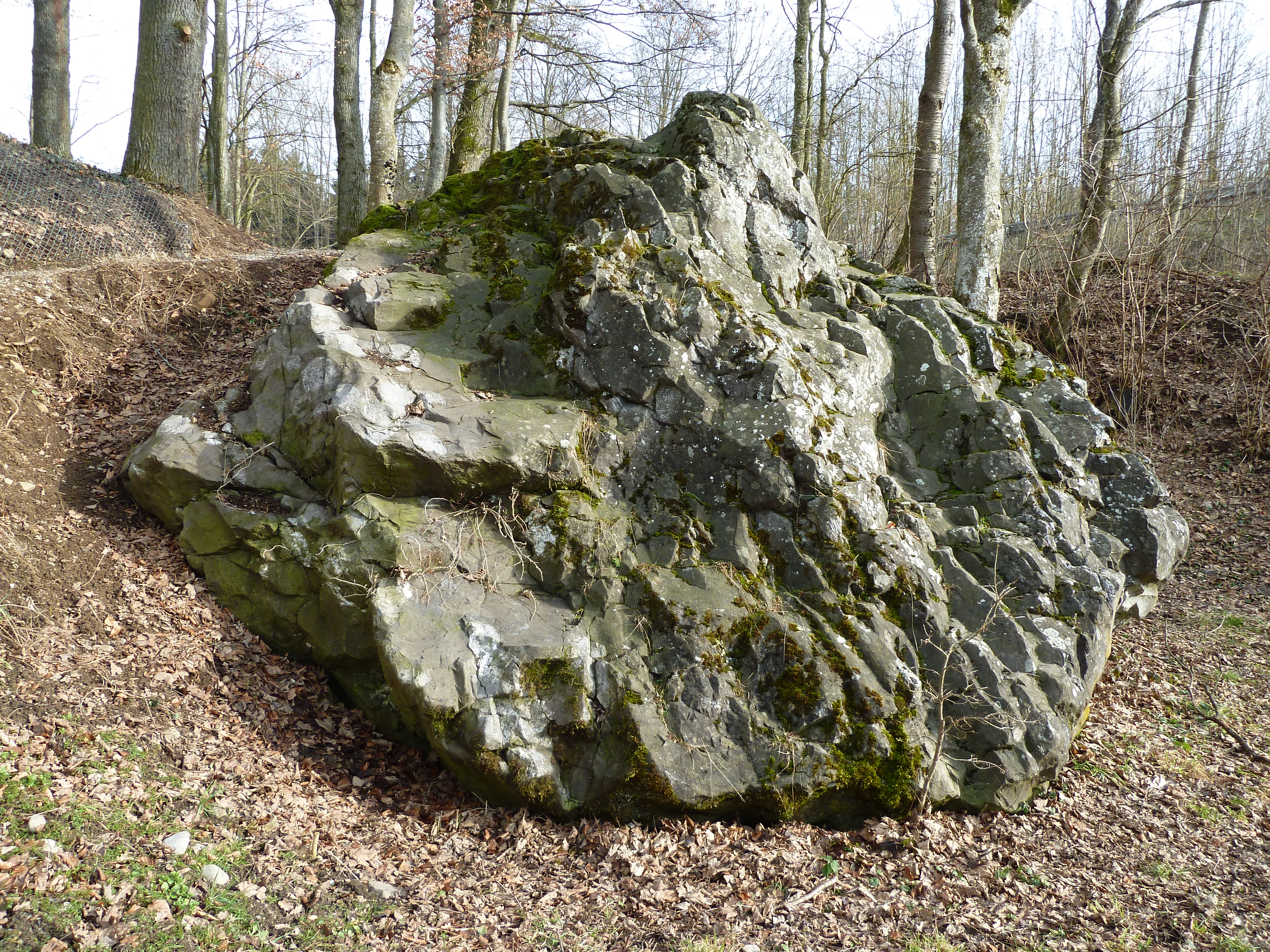
Naturdenkmal „Findling-Erratischer Block“ bei Bad Schussenried

Die Liste der Naturdenkmale im Landkreis Biberach nennt die Listen der in den sechs Städten und 39 weiteren Gemeinden im Landkreis Biberach gelegenen Naturdenkmale. Im Landkreis Biberach liegen Stand Juli 2024 insgesamt 19 flächenhafte Naturdenkmale (FND) und 127 als Naturdenkmal geschützte Einzelgebilde (END), darunter der Schussenursprung und die Ahlener Eiche.

## Naturdenkmale im Landkreis Biberach
Stand: 29. Juli 2024.
| Gemeinde                  | Liste                                                | Anzahl END | Anzahl FND | Gesamt |
| ------------------------- | ---------------------------------------------------- | ---------- | ---------- | ------ |
| Alleshausen               | Liste der Naturdenkmale in Alleshausen               | 1          | 0          | 1      |
| Allmannsweiler            | Liste der Naturdenkmale in Allmannsweiler            | 4          | 0          | 4      |
| Altheim                   | Liste der Naturdenkmale in Altheim (bei Riedlingen)  | 4          | 0          | 4      |
| Attenweiler               | Liste der Naturdenkmale in Attenweiler               | 0          | 1          | 1      |
| Bad Buchau                | Liste der Naturdenkmale in Bad Buchau                | 2          | 3          | 5      |
| Bad Schussenried          | Liste der Naturdenkmale in Bad Schussenried          | 3          | 2          | 5      |
| Biberach an der Riß       | Liste der Naturdenkmale in Biberach an der Riß       | 8          | 0          | 8      |
| Burgrieden                | Liste der Naturdenkmale in Burgrieden                | 1          | 0          | 1      |
| Dettingen an der Iller    | Liste der Naturdenkmale in Dettingen an der Iller    | 2          | 0          | 2      |
| Dürmentingen              | Liste der Naturdenkmale in Dürmentingen              | 3          | 0          | 3      |
| Eberhardzell              | Liste der Naturdenkmale in Eberhardzell              | 1          | 1          | 2      |
| Erlenmoos                 | Liste der Naturdenkmale in Erlenmoos                 | 1          | 0          | 1      |
| Erolzheim                 | Liste der Naturdenkmale in Erolzheim                 | 1          | 0          | 1      |
| Ertingen                  | Liste der Naturdenkmale in Ertingen                  | 2          | 0          | 2      |
| Gutenzell-Hürbel          | Liste der Naturdenkmale in Gutenzell-Hürbel          | 1          | 1          | 2      |
| Hochdorf                  | Liste der Naturdenkmale in Hochdorf (Riß)            | 2          | 1          | 3      |
| Ingoldingen               | Liste der Naturdenkmale in Ingoldingen               | 8          | 1          | 9      |
| Kanzach                   | Liste der Naturdenkmale in Kanzach                   | 0          | 1          | 1      |
| Kirchberg an der Iller    | Liste der Naturdenkmale in Kirchberg an der Iller    | 1          | 0          | 1      |
| Langenenslingen           | Liste der Naturdenkmale in Langenenslingen           | 32         | 2          | 34     |
| Laupheim                  | Liste der Naturdenkmale in Laupheim                  | 4          | 0          | 4      |
| Maselheim                 | Liste der Naturdenkmale in Maselheim                 | 2          | 0          | 2      |
| Mietingen                 | Liste der Naturdenkmale in Mietingen                 | 5          | 0          | 5      |
| Mittelbiberach            | Liste der Naturdenkmale in Mittelbiberach            | 2          | 0          | 2      |
| Moosburg                  | Liste der Naturdenkmale in Moosburg (Federsee)       | 1          | 1          | 2      |
| Ochsenhausen              | Liste der Naturdenkmale in Ochsenhausen              | 3          | 1          | 4      |
| Oggelshausen              | Liste der Naturdenkmale in Oggelshausen              | 1          | 1          | 2      |
| Riedlingen                | Liste der Naturdenkmale in Riedlingen                | 17         | 2          | 19     |
| Rot an der Rot            | Liste der Naturdenkmale in Rot an der Rot            | 1          | 0          | 1      |
| Schemmerhofen             | Liste der Naturdenkmale in Schemmerhofen             | 2          | 0          | 2      |
| Schwendi                  | Liste der Naturdenkmale in Schwendi                  | 1          | 0          | 1      |
| Steinhausen an der Rottum | Liste der Naturdenkmale in Steinhausen an der Rottum | 1          | 0          | 1      |
| Tannheim                  | Liste der Naturdenkmale in Tannheim (Württemberg)    | 1          | 1          | 2      |
| Unlingen                  | Liste der Naturdenkmale in Unlingen                  | 3          | 2          | 5      |
| Uttenweiler               | Liste der Naturdenkmale in Uttenweiler               | 6          | 0          | 6      |